# كتلة مولية
الكُتلة المولية هي كتلة مول واحد من العنصر أو المركب الكيميائي. في الكيمياء، وهي كتلة عدد أفوغادرو من ذرات العنصر أو كتلة نفس العدد من جزيئات المركب.تكون وحدات الكتلة المولية جرام/مول (g/mol). الكتلة الذرية الموجودة للعناصر في الجدول الدوري يمكن التعبير عنها بطريقتين: الأولى، كتلة ذرة «متوسطة» للعنصر بوحدة الكتل الذرية (u), والثانية، هي كتلة مول من العنصر مقدرة بالجرامات. والتعبير الثاني هو الكتلة المولية للعنصر وتستخدم بكثرة في حساب العناصر المتفاعلة. وفي الفيزياء، الكتلة المولية غالبا ما يعبر عنها بالكيلو جرام لكل مول (kg/kmol). وتختلف الكتلة المولية عن الكتلة الجزيئية والتي تمثل «كتلة جزيء واحد».
وفى المبلمرات الخطية لا تتكون سلاسل المبلمرات من نفس عدد الوحدات المتكررة. وعينة المبلمر يقال عليها أنها تتكون من خليط من الجزيئات الكبيرة ولها توزيع كتلة مولية محدد.

## تعريفها
الكتلة المولية لمادة:
{\displaystyle M={m \over n}=N_{\mathrm {A} }\cdot m_{M}}
حيث:
- m – الكتلة
- n – عدد المولات
- NA – ثابت أفوغادرو
- mM – الكتلة الجزيئية

عدد أفوغادرو يعطي عدد الجسيمات الموجودة في 1 مول من المادة.

## الكتل المولية للعناصر
قبل قراءة هذا القسم، يجب عليك معرفة أن إعادة تعريف النظام الدولي للوحدات (SI)  للوحدات الأساسية لسنة 2019 خلص إلى أن ثابت الكتلة المولية ليست بالفعل تساوي  1.000000×3−10 كغ\مول (kg/mol)  ولكن Mu = 0.99999999965(30)×10−3 kg⋅mol−1
الكتلة المولية لذرات عنصر تعطى بالكتلة الذرية النسبية مضروبة في ثابت الكتلة المولية، Mu ≈ 1.000000×10−3 kg/mol = 1.000000 g/mol للعينات العادية من الأرض ذات التركيب النظيري النموذجي، يمكن تقريب الوزن الذري بالوزن الذري القياسي أو الوزن الذري التقليدي.
M(H) = 1.00797(7) × 1.000000 g/mol = 1.00797(7) g/mol
M(S) = 32.065(5) × 1.000000 g/mol = 32.065(5) g/mol
M(Cl) = 35.453(2) × 1.000000 g/mol = 35.453(2) g/mol
M(Fe) = 55.845(2) × 1.000000 g/mol = 55.845(2) g/mol.
الضرب في ثابتة الكتلة المولية يضمن أن الحساب صحيح بعديا: الكتل الذرية النسبية القياسية هي كميات بلا أبعاد (بمعنى أخر أعداد نقية) في حين أن الكتل المولية لها وحدات (في هذه الحالة، الغرام\مول grams/mole).
بعض العناصر عادة تحسب كجزيئات، مثل الهدروجين (
2H)، الكبريت (
8S)، الكلور (
2Cl). الكتلة المولية لجزيئات هذه العناصر تساوي الكتلة المولية للذرات مضروبة بعدد الذرات في كل جزيئة.
M(H
2) = 2 × 1.007 97(7) × 1.000000 g/mol = 2.01588(14) g/mol
M(S
8) = 8 × 32.065(5) × 1.000000 g/mol = 256.52(4) g/mol
M(Cl
2) = 2 × 35.453(2) × 1.000000 g/mol = 70.906(4) g/mol.

## الكتل المولية للمركبات
الكتلة المولية للمركب تساوي مجموع الكتلة الذرية النسبية   من الذرات التي تشكل المركب مضروبة في ثابتة الكتلة المولية Mu:
{\displaystyle M=M_{\rm {u}}M_{\rm {r}}=M_{\rm {u}}\sum _{i}{A_{\rm {r}}}_{i}.}
هنا، {\displaystyle M_{r}} هي الكتلة المولية النسبية، وتسمى أيضا معادلة الوزن. للعينات العادية من الأرض ذات التركيب النظيري النموذجي، الوزن الذري القياسي أو الوزن الذري التقليدي يمكن استخدامها كتقريب للكتلة الذرية النسبية للعينة. على سبيل المثال:
M(NaCl) = [22.98976928(2) + 35.453(2)] × 1.000000 g/mol = 58.443(2) g/mol
M(C
12H
22O
11) = ([12 × 12.0107(8)] + [22 × 1.00794(7)] + [11 × 15.9994(3)]) × 1.000000 g/mol = 342.297(14) g/mol.
متوسط الكتلة المولية يمكن تعريفها لمخاليط المركبات. هذا مهم بشكل خاص في علم البوليمر (العلم الجزيئي) حيث قد تحتوي جزيئات البوليمر المختلفة على أعداد مختلفة من وحدات المونومر (البوليمرات غير المنتظمة).

### الكتلة المولية للمركبلاكتوز
أيضا بتطبيق الكتل الذرية المذكورة في الجداول الكيميائية للكتل الذرية للعناصر، نحصل على:
M(C
12H
22O
11) = ([12 × 12.0107] + [22 × 1.007 94] + [11 × 15.9994]) × 1 g/mol = 342.297 g/mol.

## متوسط الكتلة المولية للخلائط
متوسط الكتلة المولية للخلائط {\displaystyle {\bar {M}}} يمكن حسابها من الكسور المولية {\displaystyle x_{i}} للمركبات وكتلها المولية {\displaystyle M_{i}}:
{\displaystyle {\bar {M}}=\sum _{i}x_{i}M_{i}.}
يمكن أيضًا حسابها من الكسور الكتلية{\displaystyle w_{i}} للمركبات:
{\displaystyle {\frac {1}{\bar {M}}}=\sum _{i}{\frac {w_{i}}{M_{i}}}.}
كمثال على ذلك، متوسط الكتلة المولية للهواء الجاف هو 28.97 g/mol.

## اقرأ أيضا
- مول
- جزء مولي
- حساب العناصر المتفاعلة
- تركيز